# Senegal (řeka)
Senegal (arabsky سينغال‎, francouzsky Sénégal) je řeka v Západní Africe na území Senegalu a Mauritánie, která po velkou část toku tvoří státní hranici mezi oběma zeměmi. Tok řeky od soutoku zdrojnic je dlouhý 1 086 km, pokud se měří od pramene řeky Bafing činí délka 1 790 km. Povodí má rozlohu přibližně 441 000 km².

## Průběh toku
Veletok vzniká u města Bafoulabé ve státě Mali soutokem řek Bafing a Bakoye. Obě zdrojnice pramení v Guineji a v krátkých úsecích tvoří hranici mezi Guineou a Mali. Na horním toku Senegalu je mnoho peřejí a vodopádů. Na středním a dolním toku teče převážně po rovině a ústí do Atlantského oceánu, přičemž vytváří deltu o rozloze 1 500 km². V ústí se nachází písečný práh.

### Větší přítoky
Největším přítokem Senegalu je řeka Falémé, která přitéká zleva zhruba 100 km po proudu od města Kayes, vtéká do Senegalu u města Bakel . Falémé je hraniční řekou mezi Senegalem a Mali. Další přítoky nejsou už tak velké a mají po většinu roku málo vody, nebo jsou vyschlé. Za zmínku stojí pouze tři pravostranné přítoky. Nejprve přibírá Senegal u Kayes řeku Kolimbiné. Zhruba 20 km nad ústím Falémé přijímá řeku Karakoro, která tvoří přirozenou hranici mezi Mali a Mauritánií. Dalším přítokem je řeka Gorgol odvodňující území na jihozápadě Mauritánie, na jejíž zdrojnici byla vybudována přehradní nádrž Foum Gleita sloužící k zavlažování. Stavba nádrže byla dokončena v roce 1988. Výška hráze činí 38 m a celkový objem nádrže je 500 mil. m³.

## Vodní režim

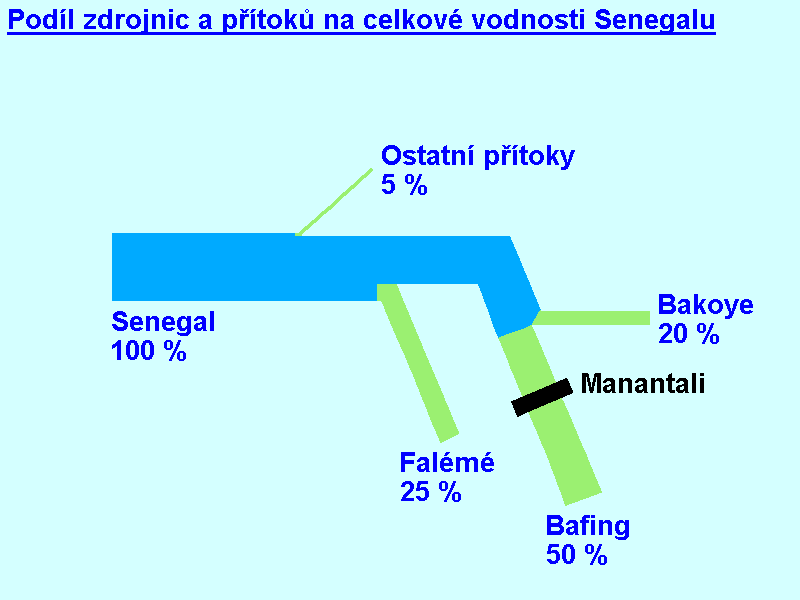
Podíl zdrojnic a přítoků na celkové vodnosti Senegalu

Průměrný průtok řeky v Daganě během let 1903 až 1974 činil 687 m³/s. Průtok Senegalu je během roku velmi rozkolísaný. Nejnižší množství vody má v květnu, kdy byl na dolním toku zaznamenán minimální průtok 4 m³/s. Nejvyšších vodních stavů dosahuje v září a v říjnu. V tomto období na dolním toku protéká řekou až 3260 m³/s. Vodní režim v současné době ovlivňuje přehrada Manantali, která v období sucha nadlepšuje průtok hlavní zdrojnice Senegalu.
Průměrné měsíční průtoky řeky ve stanici Dagana v letech 1903 až 1974:

## Využití

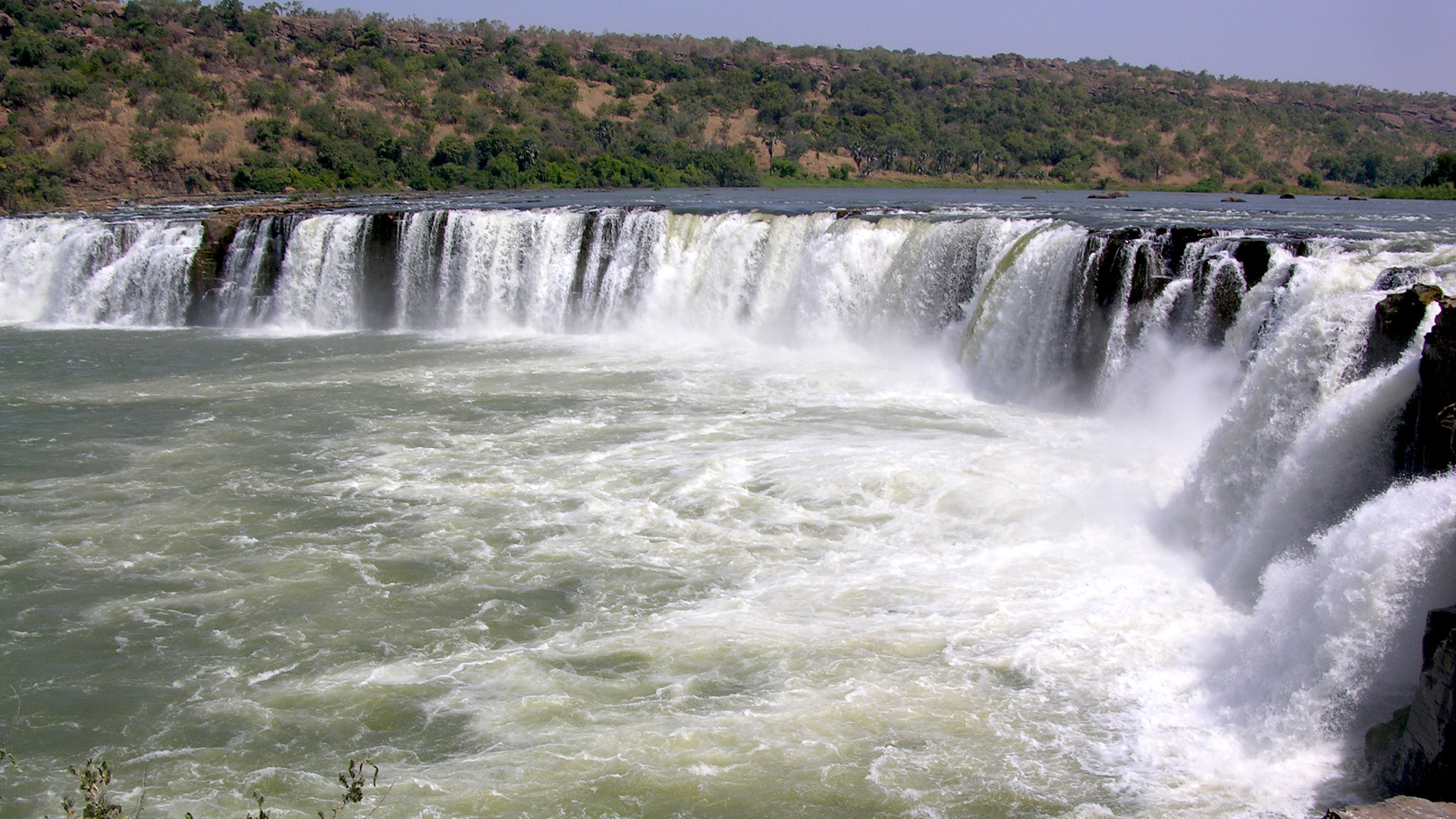
Vodopády Gouina Falls mezi městy Bafoulabé a Kayes v Mali

Vodní doprava je možná při velké vodě do města Kayes (888 km) a při malé vodě do města Podor (283 km). Řeka se také využívá k zisku vodní energie, zavlažování a rybářství. V ústí se nachází přístav Saint-Louis a na řece města Bafoulabé, Kayes a Bakel.